# Axel Fischer (Musiker)

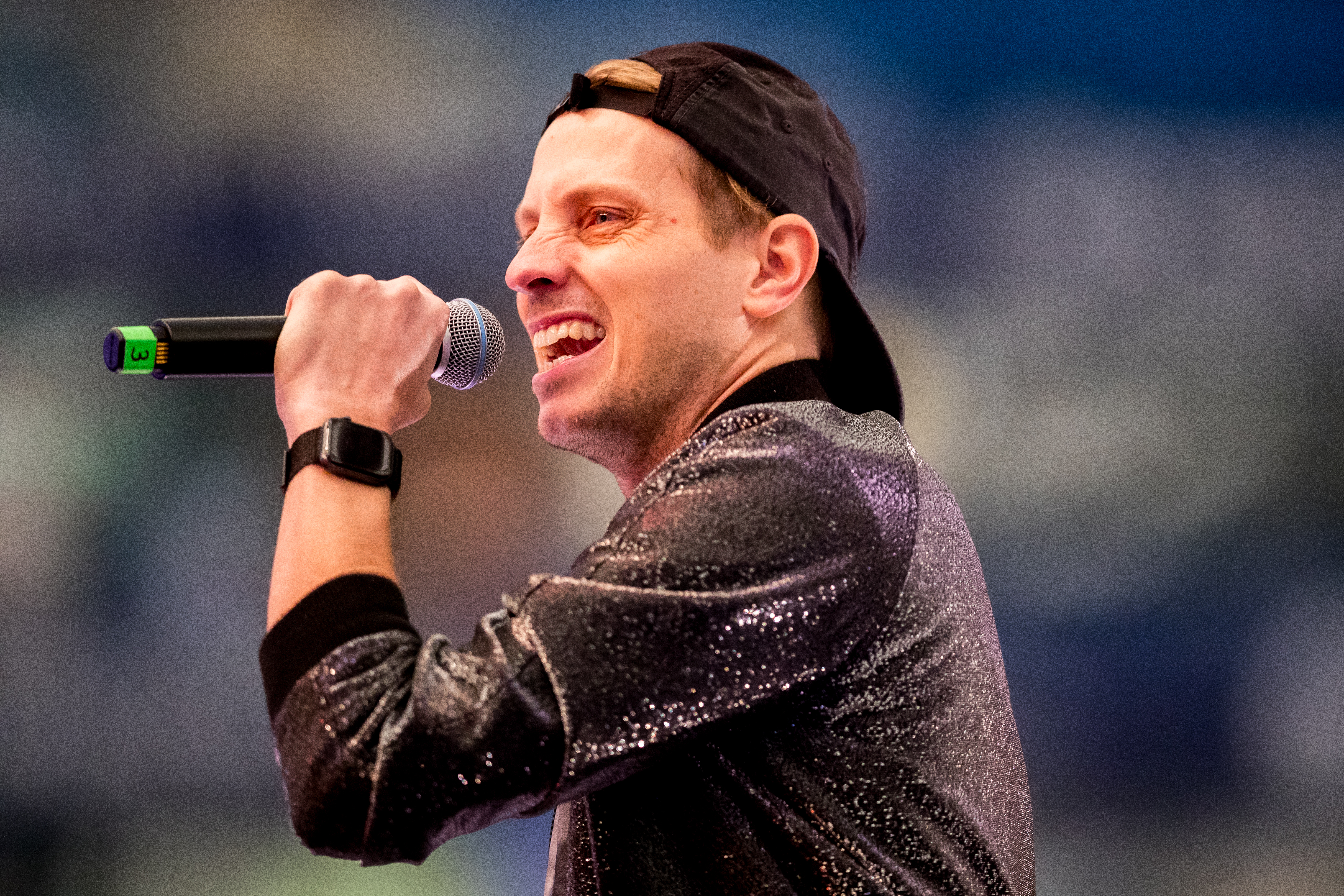
Axel Fischer (2023)

Axel Fischer (* 25. September 1981 in Bad Oldesloe) ist ein deutscher Partyschlagersänger und Schauspieler. Bekannt wurde er durch die Fernsehserie Abschlussklasse 2006, die ab Ende 2005 für ein halbes Jahr im Nachmittagsprogramm des Fernsehsenders ProSieben ausgestrahlt wurde. Seinen größten Erfolg als Sänger hatte er mit seinen Coverversionen zum Neue-Deutsche-Welle-Song Amsterdam.

## Leben
Im Alter von elf Jahren gründete Fischer seine erste Band Enjoy It. Vier Jahre später wurde er Mitglied der Boygroup Boys’ Voice. Mit der Band entstanden zwei CDs. Im Jahr 2002 gewann er das internationale Radio-Antenne-Popstarcasting und begleitete im Vorprogramm Jeanette Biedermann auf ihrer Tour.
2005 übernahm er in der ProSieben-Serie Abschlussklasse 2006 die Rolle des Rockers Axel, des Frontmanns der Schulband. Mit Hilfe der Serie wurde Fischers erste Single Mädchen, mach Dich frei promotet, die Anfang Dezember 2005 in die deutschen Charts einstieg. Fischers Song war kurzzeitig Titelmelodie von Abschlussklasse 2006.
Im Sommer 2007 gründete Axel Fischer gemeinsam mit seinem Weggefährten Thorsten Kolsch das Schlager-Duo Neue Zeiten, dessen Debüt-Single Eine Nacht (die nie zu Ende geht) in die deutschen Charts kam.
Im Sommer des Jahres 2008 erschien Fischers neuer Song Amsterdam zunächst auf der Compilation Ballermann Hits 2008. Der Titel entwickelte sich in diesem Jahr zu einem der meistgespielten Stücke an der Platja de Palma. Anfang November 2008 erschien der Song aufgrund seines Erfolgs als Singleauskopplung und erhielt bei der Aufnahme Unterstützung von der Band Cora, die den Neue-Deutsche-Welle-Song im Original sang. Bereits in der ersten Woche stieg der Titel auf Platz 38 der deutschen Singlecharts ein. Das dazugehörige Musikvideo wurde nicht in Amsterdam, sondern in Hamburg gedreht. Dreh und Schnitt des Videos kosteten 200 Euro. Das Video wurde als erstes Video der deutschen Partyschlager-Musikszene mehr als 10 Millionen Mal bei YouTube aufgerufen. 2010 gelang Fischer mit der von Cora anlässlich der Fußball-Weltmeisterschaft 2010 umgetexteten Amsterdam-Version Traum von Afrika erneut eine Chartplatzierung auf Platz 38 der deutschen Singlecharts. Im November 2009 kam seine Coverversion zu dem Song Du trägst keine Liebe in dir von Echt heraus, die Platz 60 in den deutschen Singlecharts erreichte.
Seit April 2009 lebt Fischer in Münster-Kinderhaus.

## Diskografie

### Alben
- 2015: Party Pilot

### Singles
- 2005: Mädchen, mach Dich frei!
- 2006: Die Klinsi-Hymne: Klinsi muss bleiben!
- 2008: Amsterdam
- 2008: Der Eskimo-Tanz
- 2009: Du trägst keine Liebe in dir
- 2010: Traum von Afrika
- 2014: Steht auf für den Weltmeister / Stand Up (For The Champions) (feat. Right Said Fred)
- 2014: Ich liebe Schlager
- 2015: Ich komm zurück (nach Amsterdam)
- 2016: Du bist mein Untergang
- 2017: Wir trinken gern (wir versaufen unser Taschengeld) (mit Mallorca Cowboys und Deejay Matze)
- 2017: Sex on the Beach
- 2018: Bierkönigkinder (mit Deejay Matze)
- 2018: Sänger auf Mallorca
- 2019: Norderney
- 2019: Laut und legendär (mit Deejay Matze)
- 2019: 3 Tage in Prag (feat. DJ Herzbeat)

## Filmografie
- 2006: Die Abschlussklasse (Fernsehserie)
- 2008: ZDF-Fernsehgarten (Fernsehsendung)
- 2009: ZDF-Fernsehgarten (Fernsehsendung)
- 2009: Feste der Volksmusik (Fernsehsendung)
- 2019: ZDF-Fernsehgarten (Fernsehsendung)

## Auszeichnungen
- Ballermann-Award (mit fünf Preisen siehe Ballermann-Award#Rekorde) u. a.:
  - 2010: in der Kategorie „Bestes Remake / Bester Cover-Song“ für Amsterdam
  - 2012: in der Kategorie „Bestes Remake / Bester Cover-Song“
  - 2015: in der Kategorie „Bester Cover Song“ für Nessaja

- Weitere
  - 2002: Gewinner des internationalen Radio-Antenne-Popstarcastings
  - 2010: Das deutsche Hitparadenmikro in der Kategorie „Bester Coversong“ für Heimweh